# Tobias Hohmann
Tobias Hohmann (* 1975) ist ein deutscher Buchautor.

## Karriere
Tobias Hohmann war zunächst ab 2007 über viele Jahre hinweg für den Aufbau unterschiedlicher Internetseiten, die sich dem Thema Film widmeten, zuständig.
2009 veröffentlichte er mit den Bud Spencer & Terence Hill Chronicles sein erstes Buch. Es folgten weitere Filmbücher zu Sylvester Stallone und Chuck Norris sowie eine zweibändige Buchreihe zu Clint Eastwood mit Thomas Pollmer.
Ab den frühen 2010er Jahren brachte er in Zusammenarbeit mit Sascha Weber die Magazin-Reihe Die Topfilme 1975 bis 1985 heraus.
2012 erschien in Kooperation mit Phil Friederichs Das große Dieter Hallervorden Buch.
2021 kam mit Inside Saw ein Buch über die Entstehungsgeschichte der Saw-Filmreihe heraus.
Hohmann verfasst außerdem für Labels wie Turbine Medien regelmäßig Booklets für u. a. Mediabooks.

## Publikationen
- 2009: Bud Spencer & Terence Hill Chronicles, ISBN 978-3-931608-98-9
- 2010: Stallone: Action Stars Band 1, ISBN 978-3-931608-12-5
- 2011–2014: Die Topfilme 1975 bis 1985
- 2012: Das große Dieter Hallervorden Buch, ISBN 978-3-942621-15-1
- 2013: Chuck Norris: Action-Stars Band 3, ISBN 978-3-942621-20-5
- 2013: Zurück in die Zukunft: Top Movies, ISBN 978-3-942621-23-6
- 2015: Das große Clint Eastwood Buch Band 1, ISBN 978-3-942621-29-8
- 2016: Das große Clint Eastwood Buch Band 2, ISBN 978-3-942621-30-4
- 2021: Inside Saw, ISBN 979-8541777222